# ぼうしパン
ぼうしパンは、丸いパンにカステラ生地をかぶせた帽子のような形をしたパンである。高知県のご当地パンとして知られている。

## 歴史
ぼうしパンは、1927年（昭和2年）創業の永野旭堂本店が発祥である。1955年（昭和30年）頃に、メロンパンを焼く際にビスケット生地ではなくカステラ生地をかけて焼き上げたことから、ぼうしパンが始まった。当初は「カステラパン」という名前で販売されていたが、帽子のような形をしているため、客が「ぼうしパン」と呼び始めたことで定着した。

## 現在
高知県内の多くの製パン会社がぼうしパンを作っている。ぼうしの頭の部分はふわふわしたコッペパン生地で、ツバの部分がサクサク食感のカステラ生地というのが、ぼうしパンの基本である。しかし、チョコぼうしパン、抹茶ぼうしパン、ジャムを練りこんだぼうしパンといったアレンジがされたり、通常より大きなサイズのぼうしパンを販売したり、ぼうしパンのみみの部分だけ販売したりするなど、さまざまなアレンジが加えられている。
県外向けには、ぼうしのツバを小さくし、厚みを持たせて割れるのを防いだぼうしパンが販売されている。
マスコットキャラクターとして、やなせたかしがデザインした「ぼうしパンくん」がいる。
高知県の中村警察署と福岡県の豊前警察署にて「ぼうし」に「防止」をかけて、それぞれぼうしパンが配布された。